# 1956 en Israël
Chronologie d'Israël (en)
- 1952
- 1953
- 1954
- 1955
- 1956
- 1957
- 1958
- 1959
- 1960

Cette page concerne les évènements survenus en 1956 en Israël  :

## Évènement
- Protocoles de Sèvres
- 19 janvier : Résolution 111 du Conseil de sécurité des Nations unies
- 4 avril : Résolution 113 du Conseil de sécurité des Nations unies
- 4 juin : Résolution 114 du Conseil de sécurité des Nations unies
- 23 septembre : Fusillade de Ramat Rachel (en).
- 4 octobre : Embuscade du désert du Néguev (en).
- 28 octobre : Opération Tarnegol (en).
- 29 octobre : Massacre de Kafr Qassem : des hommes du Magav, la police des frontières israélienne, abattent de sang-froid 48 civils arabes israéliens, dont quinze femmes et onze enfants âgés de 8 à 15 ans près du village de Kafr Qassem.
- 29 octobre-7 novembre : Crise du canal de Suez : Israël envahit la bande de Gaza, le Sinaï et l'Est du canal.

## Sport
- Saison de football israélien 1955-1956 (en)
- Saison de football israélien 1956-1957 (en)

## Culture
- Exposition spécialisée de 1956

## Création
- Adirim (en)
- Ami'oz
- Barak (en)
- Beit Uziel (en)

## Dissolution - Fermeture
- Hakoah Haifa F.C. (en)
- HaKochav Lod F.C. (en)

## Naissance
- Oded Machnes (en), footballeur.
- Rina Mor, miss univers 1976.
- Yehoudit Ravitz, chanteuse.

## Décès
- Ezriel Carlebach (en), écrivain et journaliste.
- Jacob Levitzki, mathématicien.
- David Shimoni, poète et écrivain.